# Ilha Sveti Nikola
A ilha Sveti Nikola (Ilha de São Nicolau) (em sérvio:   Острво Свети Никола, Ostrvo Sveti Nikola) é uma ilha no mar Adriático, no Montenegro, e que administrativamente depende do município de Budva.
Sveti Nikola fica frente à cidade de Budva, a 1 km do núcleo antigo da referida localidade. Tem 2 km de comprimento, e 36 hectares da área. O ponto mais alto da ilha é uma falésia que se ergue até 121 m sobre o mar.
A ilha é um popular local de excursão na zona de Budva. Tem três praias arenosas e grandes com comprimento total de 840 m, e numerosas pequenas praias, acessíveis apenas por barco.

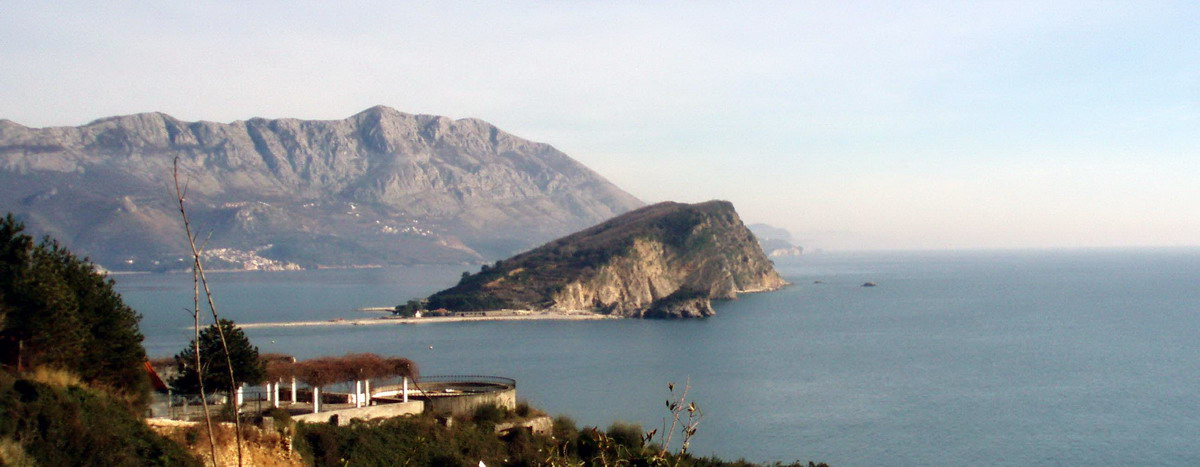
O golfo de Budva e a ilha Sveti Nikola